# 世界数字图书馆
世界数字图书馆（World Digital Library）是联合国教科文组织和世界32个公共团体合作建立，由美国国会图书馆主导开发的知识共享计划。
2009年4月21日在联合国教科文组织总部所在地巴黎正式启用。使用者可以用阿拉伯文、簡體中文、英文、法文、葡萄牙文、俄文与西班牙文7种语言查询。

## 簡介
世界数字图书馆旨在利用網際網路扩展多元文化背景内容，促进跨文化和国际交流，向教育人士、学者以及大众提供资源，以缩小发达国家和贫穷国家间的数码鸿沟。力图拓展互联网上非英语及非西方化的内容，用於学术研究。该图书馆计划在互联网上免费、并使用多种语言形式以及重要内容提供给全球用户，包括原稿、地图、孤本图书、乐谱、档案、电影、绘画作品、照片、建筑设计图以及重要的文化材料。

## 合作伙伴
世界数字图书馆的合作伙伴包括：
| 中文名稱                       | 英文名稱                                                   |
| ------------------------------ | ---------------------------------------------------------- |
| 亚历山大图书馆                 |                                                            |
| 布朗大学图书馆                 |                                                            |
| 希尔手稿博物馆                 |                                                            |
| 墨西哥CARSO历史研究中心        |                                                            |
| 卡塔尔基金会中央图书馆         |                                                            |
| 美洲国际组织哥伦比亚纪念图书馆 | Columbus Memorial Library, Organization of American States |
| 国际图书馆协会联合会（IFLA）   |                                                            |
| 伊拉克国家图书档案馆           |                                                            |
| 约翰·卡特·布朗图书馆           |                                                            |
| 阿卜杜拉国王科技大学           |                                                            |
| 美国国会图书馆                 |                                                            |
| 海达拉家族纪念图书馆           | Mamma Haidara Commemorative Library                        |
| 美国国家文件与档案管理局       |                                                            |
| 日本国立国会图书馆             |                                                            |
| 埃及国家图书馆与文件馆         |                                                            |
| 国家人类学和历史学协会         |                                                            |
| 巴西国家图书馆                 |                                                            |
| 中国国家图书馆                 |                                                            |
| 法国国家图书馆                 |                                                            |
| 以色列国家图书馆               |                                                            |
| 俄罗斯国家图书馆               |                                                            |
| 南斯拉夫塞尔维亚国家图书馆     |                                                            |
| 瑞典皇家圖書館                 |                                                            |
| 乌干达国家图书馆               |                                                            |
| 荷兰皇家东南亚及加勒比海研究所 |                                                            |
| 俄罗斯国立图书馆               |                                                            |
| 圣马克科普特图书馆             | St. Mark Coptic Library                                    |
| Tetouan-Asmir研究中心          | Tetouan-Asmir Association                                  |
| 联合国教科文组织（UNESCO）     |                                                            |
| 布拉迪斯拉发大学图书馆         | University Library in Bratislava                           |
| 比勒陀利亚大学图书馆           |                                                            |
| Wellcome图书馆                 |                                                            |
| 耶鲁大学图书馆                 |                                                            |
| 叶利钦总统图书馆               | Yeltsin Presidential Library                               |
| 國家圖書館 (中華民國)          |                                                            |